# Zygmunt Listkiewicz
Zygmunt Listkiewicz (ur. 17 marca 1932 w Warszawie, zm. 10 maja 1989 w Warszawie) – polski aktor teatralny i filmowy, reżyser, pedagog. Był mężem aktorki Olgi Koszutskiej i ojcem Michała Listkiewicza

## Życiorys
W 1951 roku ukończył Liceum im. gen. Józefa Sowińskiego w Warszawie. W 1955 roku ukończył studia na PWST w Warszawie. W latach 1958-1968 był wykładowcą w tejże uczelni. Występował na scenach następujących teatrów:

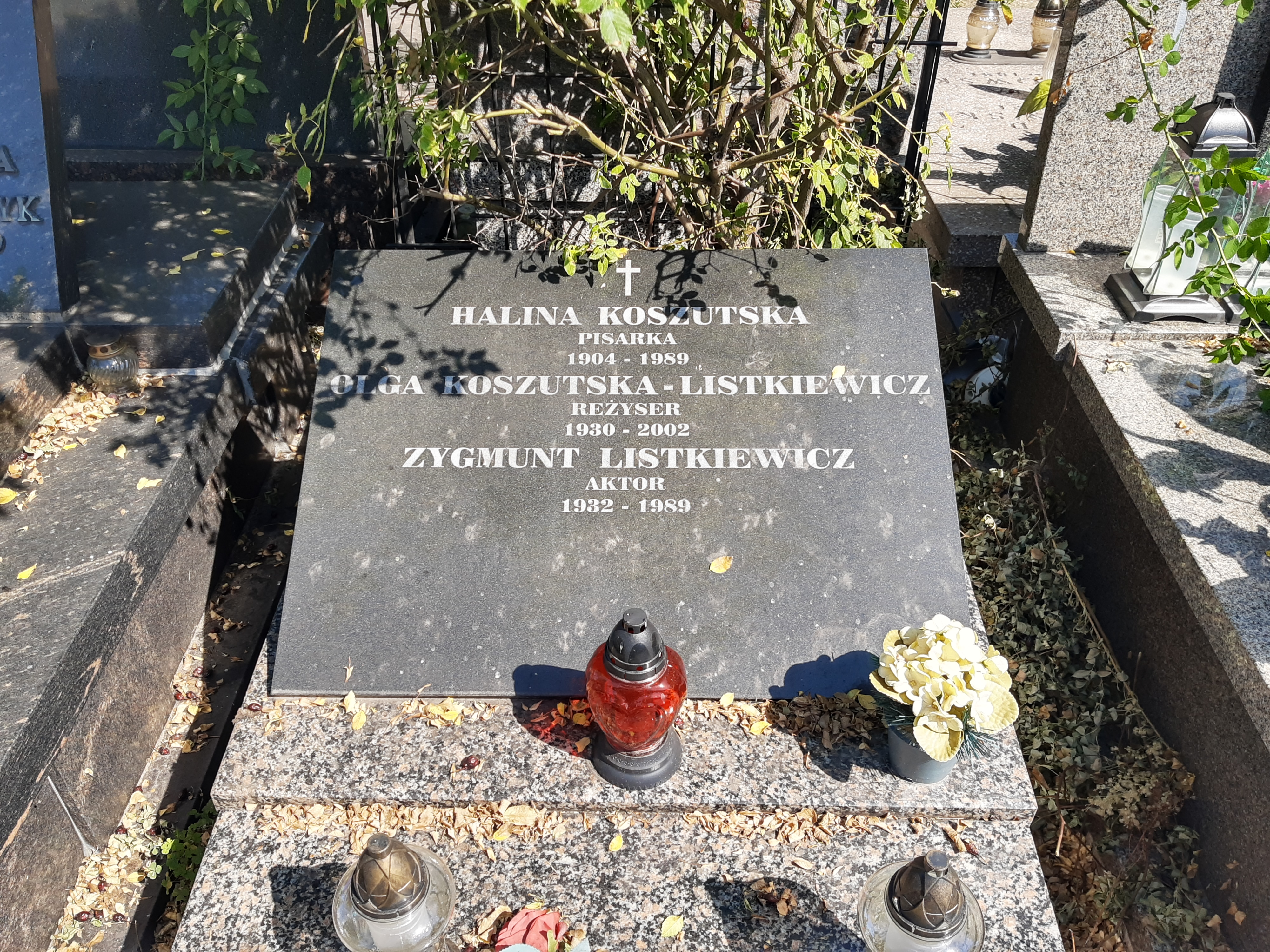
Grób Zygmunta Listkiewicza na cmentarzu Wawrzyszewskim

- Teatr Nowej Warszawy
- Teatr Polski w Warszawie
- Praski Teatr Ludowy w Warszawie
- Teatr Ludowy w Warszawie
- Teatr Nowy w Warszawie
- Teatr na Woli w Warszawie
- Teatr na Targówku w Warszawie

## Filmografia
- 1953: Trzy opowieści − Stefan "Franek" Korsak (cz. 1)
- 1955: Godziny nadziei
- 1956: Człowiek na torze − mechanik Stanisław Zapora
- 1956: Cień − członek bandy "Malutkiego"
- 1957: Eroica − kapral prowadzący musztrę
- 1960: Zezowate szczęście − sierżant, którego Piszczyk pyta o drogę do Zegrza
- 1960: Ostrożnie Yeti − kelner wznoszący toast za zdrowie yeti
- 1961: Samson
- 1963: Milczenie − lekarz
- 1963: Gdzie jest generał... − kapral Wydrzyński
- 1964: Spotkanie ze szpiegiem − porucznik Koleba
- 1964: Przerwany lot
- 1964: Nieznany
- 1965: Podziemny front − radiotelegrafista AL (odc. 5 i 6)
- 1966: Kochajmy syrenki − kapral
- 1975: Dyrektorzy (odc. 6)
- 1976: Polskie drogi (odc. 6)
- 1976: Dźwig − sekretarz odznaczający robotników
- 1978: Układ krążenia − członek Okręgowej Komisji Kontroli Zawodowej (odc. 2)
- 1987: Dorastanie (odc. 4)
- 1988: Pole niczyje − Wiecheć

## Dubbing
- 1973: Królowa Elżbieta − Renard
- 1959: Dwunastu gniewnych ludzi − Ławnik nr 11 (pierwsza wersja dubbingowa)
- 1958: Diabelski wynalazek − profesor Thomas Roch

## Teatr Telewizji
Wystąpił w kilkudziesięciu spektaklach Teatru Telewizji. Zagrał m.in. rolę Witka w spektaklu "Notes" (1968 r.), a także rolę Diona Czarnagui w spektaklu "Satysfakcja po abchasku" (1977 r.).

## Nagrody i odznaczenia
- Odznaka 1000-lecia Państwa Polskiego (1967)
- Zasłużony Działacz Kultury (1975)